# جهاز حفر

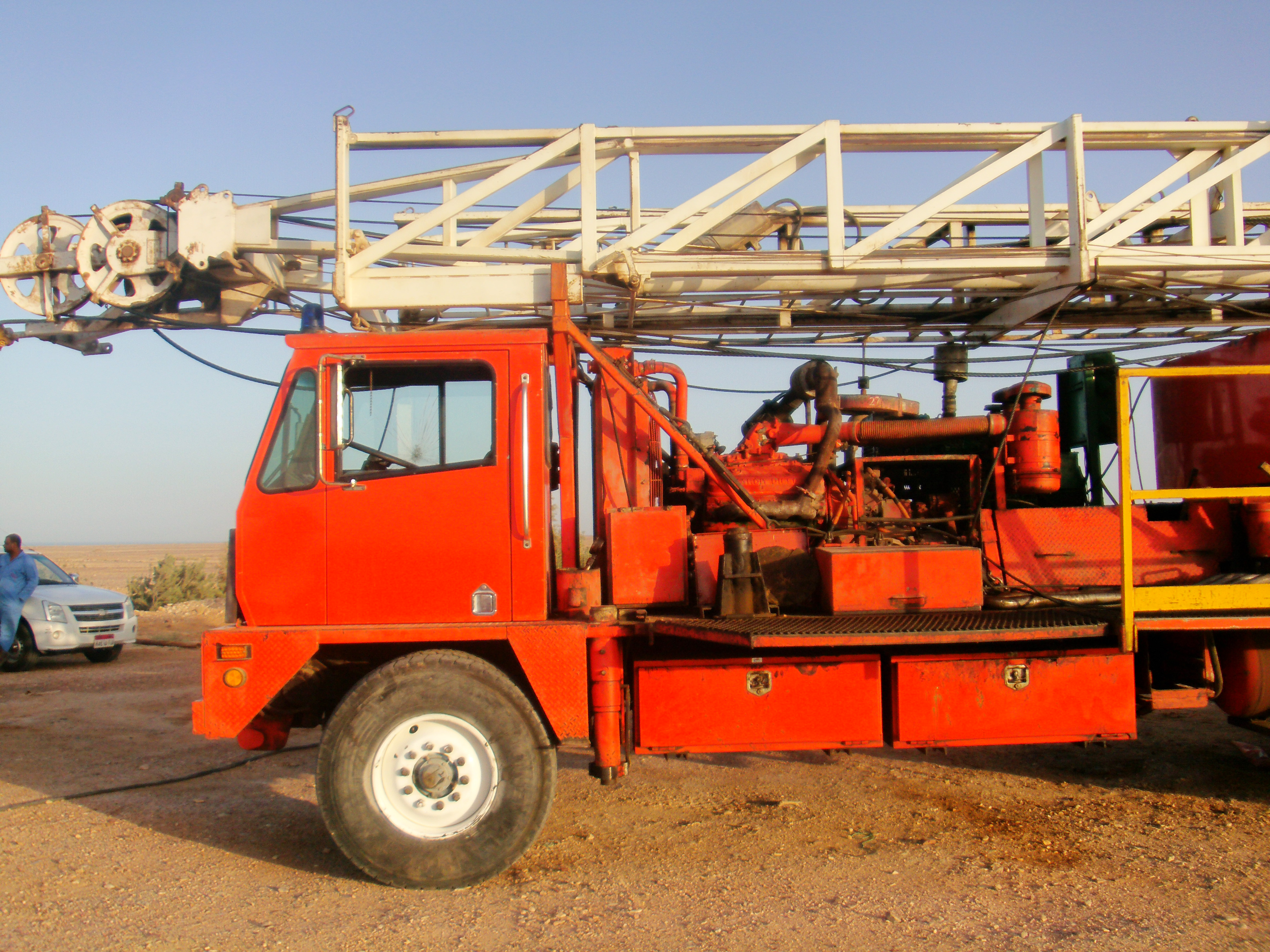
صورة لمعدة حفر آبار بمنطقة رأس غارب.

جهاز الحفر (بالإنجليزية: Drilling rig)‏ هو مجموعة المعدات والإنشاءات اللازمة لاختراق قشرة الأرض. وقد مرت أجهزة الحفر بالعديد من المراحل عبر رحلة تطورها منذ أن بدأها قدماء الصينيين منذ 3000 ق.م وحتى يومنا هذا. تقوم فكرة الأجيال الأحدث من أجهزة الحفر ببساطة على ثقب طبقات الأرض باستخدام دقاق الحفر الذي يخترق الطبقات حينما يدار وتوضع قوة أعلاه، تماماً مثل المثقاب المنزلي. ويتم تمرير ما يسمى بمائع الحفر من أجل تبريد أسنان الدقاق وتنظيف الثقب من فتات الصخور وغيرهما من الوظائف.
- أجهزة الحفر يمكن أن تكون:

1. صغيرة كالتي تستخدم في الحفر الكشفي وآبار المياه والبحوث البيئية.
2. ضخمة قادرة على حفر مئات الأمتار من قشرة الأرض. وتستخدم مضخات كبيرة لضخ وتمرير مائع الحفر (الطفلة هي الأكثر شيوعاً) عبر مواسير الحفر ودقاق الحفر (بالإنجليزية: Drill Bit)‏ والفراغ الحلقي (بالإنجليزية: Annulus)‏حول عمود الحفر (بالإنجليزية: Drill String)‏، وذلك من أجل تبريد الدقاق وإزالة نواتج الحفر (فتات الصخور) بحملها إلى خارج البئر. منظومة الرفع يمكنها تحمل مئات الأطنان من المواسير التي تكون بربطها معاً عمود الحفر بطول قد يصل إلى عدة كيلومترات، وذلك للوصول إلى طبقة الخزان التي قد تحتوي النفط أو الغاز الطبيعي.

## نبذة تاريخية
اعتمدت عملية حفر الآبار بشكلٍ أساس على طرق قديمة كانت تستخدم لحفر آبار المياه والتعدين، ثم أخذ حفر آبار النفط يتطور بشكل متسارع ليكون له طرقه الأكثر تعقيداً وتخصصاً وتناسباً مع طبيعة النفط وطبقات الأرض والصخور الحاملة له.

### الحفر بالدق
(بالإنجليزية:  Percussion Drilling)‏
يعتبر بئر الكولونيل إدوين دريك في تيتوسفيل بـولاية بنسيلفانيا بالولايات المتحدة الأمريكية عام 1859، البداية الحقيقية لعصر التنقيب وإنتاج النفط تجارياً وبشكلٍ كثيف. حُفر بئر دريك بطريقة (بالإنجليزية: Rope and Drop)‏ وهي طريقة ابتكرها الصينيون القدماء، وتعرف أيضاً باسم طريقة الـ (بالإنجليزية: Spring Pole)‏ وأيضاً (بالإنجليزية: Cable Tool)‏ وقد استخدمت لحفر آبار مياه وصلت في بعض الأحيان إلى عمق 1000 قدم.
الحفر بتلك الطريقة يكون باستخدام جذع شجرة (أشجار الشوكران والدردار والجوز كانت تستخدم آنذاك)، وكانت الجذوع المستخدمة بطول حوالي الثلاثين قدماً. يتم وضع حامل ليمثل نقطة ارتكاز على بعد ما يقرب من ثلث المسافة من الطرف السميك للجذع الذي يتم تثبيته للأرض بوضع بعض الأثقال عليه. وذلك حتى لا يتحرك ذلك الطرف عندما تتم أرجحة الطرف الآخر من الجذع. يثبت ركاب بالقرب من الطرف الحر للجذع (الطرف الرفيع). على بعد ثلاثة أقدام ونصف أو أربعة أقدام يتم تثبيت عمود الحفر وهو يتألف من مجموعة من الأدوات الرأسية: حبل وعيدان بلوط متصلة معاً بوصلات معدنية، ثم سلاح يشبه الإزميل. يقوم الحفار بشد الركاب لأسفل بقدمه، فينثني جذع الشجرة فيرتطم السلاح المعلق بعمود الحفر بالصخور فيفتتها، ثم يأتي دور مرونة الجذع لترده إلى وضعه الأول. وهكذا عن طريق حركة الارتطام الترددية تتفتت الصخور حتى يتم عمل الثقب المطلوب. وفي بعض الأحيان كان يستخدم ركابين وذلك حتى يمكن لاثنين الحفر سوياً. وكلما مضى الحفر قدماً يتم تطويل الحبل. أما الحبل المثبت عند طرف الجذع فيمتد لأعلى حيث يلتف حول بكرة مثبتة بحامل ثلاثي والذي تطور فيما بعد ليصبح البرج أو الصاري (بالإنجليزية: Derrick)‏ المتعارف عليه الآن. وبسبب عملية الارتطام هذه سميت تلك الطريقة أيضاً بطريقة الحفر بالدق (بالإنجليزية: Percussion Drilling)‏، ومنها سمي الـ(بالإنجليزية: Drilling Bit)‏ بالدقاق.
في البداية كان الاعتماد على القوة البشرية ثم قوة الحيوان (تحديداً الخيول). ثم كان الاستفادة من القدرة البخارية عبر استخدام محرك بخاري.
في نفس الحقبة التي استخدمت فيها طريقة الشد بالحبل والإسقاط (بالإنجليزية: Rope and Drop)‏ كانت هناك طريقة أخرى لحفر الآبار وهي طريقة (بالإنجليزية: The Walking Beam)‏ولكنها كانت أكثر كلفة بسبب تعقيدها الواضح مقارنة بالطريقة السالفة. ومن الأهمية بمكان ذكر تلك الطريقة هنا لأن العديد من المصطلحات التي استخدمت في طريقة الكمرة المتحركة (بالإنجليزية: Walking Beam)‏ أصبحت فيما بعد مصطلحات شائعة في أجهزة الحفر الحديثة. ومثل الطريقة السابقة كانت طريقة الكمرة المتحركة(بالإنجليزية: Walking Beam)‏ تقوم على الحفر بالدق، هذا بالإضافة إلى التشابه الكبير بينهما في الخطوط العريضة للتصميم. فبدلاً من جذع الشجرة استخدمت عارضة وهي الـ Walking Beam، وكانت مع نقطة التثبيت تشكل رافعة من الدرجة الأولى حيث تستمد قوة الطرق من محرك بخاري يسبب دوران عجلة تتصل بالعارضة التي بدورها تدور حول نقطة التثبيت دافعة طرفها الحر (حيث عمود الحفر) لأسفل، وتستمر العجلة في الدوران لتنعكس بالتالي حركة العارضة جاذبة الطرف الحر لأعلى، وهكذا بحركة ترددية تشبه التي في طريقة الشد بالحبل والإسقاط (بالإنجليزية: Rope and Drop)‏ يتم حفر البئر. بحلول عام 1884 كانت قد اكتملت عملية التوحيد القياسي (بالإنجليزية: standardization)‏ لأجهزة الحفر من ذلك النوع، مما ساعد على انتشارها بشكل واسع. كما أصبحت هناك الدراية الكافية بمختلف بيئات الحفر في قارة أمريكا الشمالية، وتصنيع أجهزة الحفر الملائمة للأراضي المختلفة مثل كاليفورنيا وحوض الآبالاش (بالإنجليزية: Appalachian Basin)‏ وكندا. وقد استمر العمل بطريقة Walking Beam حتى خمسينيات القرن العشرين.

### الحفر الدوراني
تمتد فكرة الحفر الدوراني منذ 3000 ق.م. حيث استخدمها قدماء الصينيين ثم قدماء المصريين، ولكنها لم تبدأ في الانتشار باتساع وبشكلٍ يعتمد عليه قبل نهايات القرن التاسع عشر وبدايات القرن العشرين. والفكرة بشكلٍ عام تقوم على استبدال الدق في عملية الحفر بتدوير السلاح القاطع للصخور الذي احتفظ باسمه دقاق الحفر بالرغم من انتفاء سبب التسمية الأصلية.
الكابتن أنتوني لوكاس وباتيللو هيجينز هما أول من استخدم الحفر الدوراني في بئر سبيندلتوب بـولاية تكساس في عام 1901. بحلول عام 1925 كان الحفر الدوراني قد تطور باستخدام محركات الديزل. وتضمنت المحاولة الأولى للحفر الدوراني استخدام طريقة لعمل تدفق من المياه عبر عمود الدقاق المجوف، وذلك لإزالة فتات الصخر ونواتج الحفر. وقد مثل ذلك اختلافاً كبيراً عن طريقة الحفر بالكابل القديمة (بالإنجليزية: Cable Drilling)‏ حيث كان ينبغي أن تتوقف عملية الحفر لإزالة فتات الصخور.
أتاح استخدام الحفر الدوراني اللجوء إلى الكثير من الأساليب الأكثر كفاءة من تلك التي كانت تستخدم مع الحفر بالدق. كما قلل الحفر الدوراني مشاكل عديدة كانت تواجه العاملين في الحفر بالطرق، ربما كان أخطرها هو ظاهرة نافورات النفط (بالإنجليزية: Oil Fountains)‏ التي كانت تحدث مع الحفر بالطرق.

## دور جهاز الحفر أو البريمة

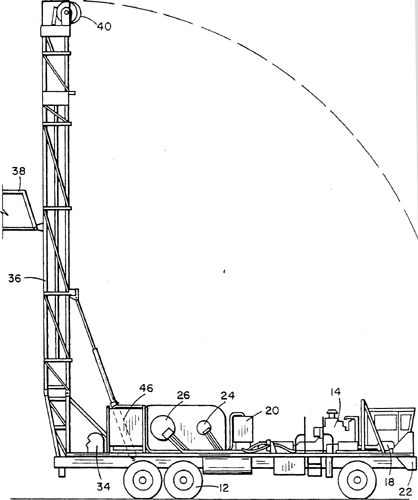
صورة توضيحية لمعدة حفر الآبار.

من أجل أن يفي جهاز الحفر بمهام حفر وتأمين البئر يحتاج إلى عدة منظومات تعمل معاً بتجانس لتحقيق المطلوب وهو كالتالي:
- توليد ونقل القوى المحركة اللازمة.
- إنزال ورفع مواسير وأعمدة الحفر والقيسون وأنابيب الإنتاج.
- إدارة دقاق الحفر.
- إتمام دورة سائل الحفر للتخلص من فتات الصخور المحفورة ورفعها إلى السطح.
- حماية الأشخاص والمعدات من خطر الانفجار الذي يمكن أن يحدث أثناء عملية الحفر أو أي مخاطر أخرى.[2]

## الأجزاء الرئيسة لجهاز الحفر

### منظومة القدرة
(بالإنجليزية:   Power System / Prime Mover)‏
تتكون عادة من محرك أو أكثر من محركات الديزل. تنتقل القدرة من المحركات إلى معدات جهاز الحفر إما ميكانيكياً عبر الجنازير أو أنظمة التعشيق أو عن طريق تحويلها إلى كهرباء باستخدام مولدات. وفي حالة استخدام المولدات تكون هناك طريقتان لاستخدام الكهرباء، إما من المولد مباشرة في صورة تيار متردد أو في صورةتيار مستمر وذلك يتحقق باستخدام وحدة توحيد تيار مقوم سيليكوني متحكم به SCR.

### منظومة الرفع
(بالإنجليزية:    Hoisting System)‏

## الغرض منها
1. رفع وإنزال أعمدة الحفر والمواسير أو القيسون أو مواسير الإنتاج داخل أو خارج البئر أثناء عمليات الحفر
2. التحكم في الوزن (القوة الرأسية) على الدقاق.

وتتكون هذه المنظومة من:

### البرج أو الصاري
(بالإنجليزية:     Derrick / Mast)‏
يصمم ليكون له ارتفاع مناسب ومتانة كافية لإتمام المهام المنوط بها، على أن يجهز ببلكونة Racking Board لتخزين أعمدة ومواسير الحفر عند التفكيك والتركيب.
يتحمل الوزن الديناميكى المعرض له خاصة في حالة التصاق المواسير بجدار البئر Stuck Pipe حيث يتم شد المواسير بدرجات عالية ما تزيد من الإجهادت على البرج، بالإضافة إلى وزن البرج نفسه. كما أنه يقاوم العزوم الناتجة عن تأثير الرياح.
قوة تحمل البرج هي التي تحدد عمق الآبار التي يستطيع جهاز الحفر أن يقوم بحفرها، لأن العمق يتحول بالنسبة للبرج إلى وزن لمواسير الحفر التي تصل لذلك العمق.
وللأبراج نوعين:
الأول: البرج التقليدى (القياسى) ذو الأربع قوائم والذي كانت تركب أجزاءه في موقع الحفر ويستخدم الآن بكثرة في الأرصفة والأجهزة البحرية لمتانته ويركب مرة واحدة ولا يعاد تفكيكه.
الثاني: البرج المحمول (الصارى جاهز التركيب) وينتشر في الأجهزة البرية لسهولة نقله وتجهيزه للحفر في زمن قليل نسبياً.

### مجموعة البكرات الثابتة (المجموعة التاجية)
(بالإنجليزية:      Crown Block)‏
وهي مجموعة من البكرات (Sheaves) تثبت في قمة البرج ليلتف حول كل منها حبل الحفر المعدني (Drilling Wire Rope) الذي يلضم بين المجموعة التاجية ومجموعة البكرات المتحركة (Travelling Block) واسطوانة الونش (Drum).

### مجموعة البكرات المتحركة
(بالإنجليزية:       Travelling Block)‏
تتكون أيضا من عدة بكرات. وتقل بكرة واحدة عن المجموعة التاجية، وتضم هذه المجموعة الخطاف (Hook) وذراعى الرفع والقابض (Elevator and Bails) ويلف حولها سلك الحفر بالتبادل مع البكرات التاجية بحيث تصبح معلقة بواسطة سلك الحفر في مجموعة البكرات الثابتة Crown Block. وبذلك تصبح مجموعة البكرات المتحركة هي الجزء المتحرك من منظومة الرفع، وتعلّق بها المواسير المراد رفعها أو تنزيلها.

### الونش
(بالإنجليزية:  Drawworks)‏
وهو العنصر الأساس في منظومة الرفع والتنزيل ويتكون من اسطوانة رئيسة معدنية (Main Drum)، والتي يلضم بها طرف سلك الحفر. وبتدوير الاسطوانة الرئيسة ترفع أو تنزل مجموعة البكرات المتحركة وبالتالي أي شيء معلق بها. يتم الرفع بتدوير الاسطوانة باتجاه لم حبل الحفر يتم ذلك إما بمواتير تعمل بالكهرباء أو توصيل معدة الرفع بمحرك ديزل مباشرة عبر جنزير أو نظام تعشيق. أما التنزيل فيكون بقوة الجاذبية عن طريق تحرير فرامل التحكم في الونش.

### المرتكز
(بالإنجليزية:  مرساة )‏
وهو عبارة عن بكرة ثابتة يلتف حولها سلك الحفر لتكون نقطة تثبيت السلك الذي يتحمل أحمال الحفر. وفي الحقيقة لا تكون البكرة ثابتة تماماً، وإنما تتحرك حركة ضئيلة للغاية لا تتعدى أجزاء من الدرجة، ويقوم بقياس هذه الحركة الضئيلة حساس لتحويلها إلى قراءة للوزن الذي يحمله السلك.

### مسار حبل الحفر
يتكون حبل الحفر من ضفيرة من الصلب عالي المتانة. وللحبل طرفين مثبتين، الأول ويثبت في الاسطوانة الرئيسة للونش، والطرف الثاني يثبت في المرتكز. وبين النقطتين يلتف الحبل حول مجموعتي البكرات التاجية المتحركة بالتبادل، أي يلتف حول بكرة في المجموعة الثابتة ثم حول بكرة في المجموعة المتحركة ثم حول بكرة بالمجموعة الثابتة وهكذا. ويكون عدد البكرات في المجموعة المتحركة أقل بواحدة من المجموعة التاجية، حيث يبقى الطرف الذي يلتف حول البكرة الأخيرة من المجموعة التاجية ليثبت بالاسطوانة الرئيسة للونش. وبذلك يكون الحبل مثبت بين نقطتين إحداهما تدور بسرعات عالية والأخرى ثابتة. ويسبب ذلك اختلاف سرعات التفاف الحبل حول البكرات، فيسمى الجزء الأبطأ الممتد بين المرتكز والبكرة الأولى بالمجموعة التاجية بالحبل الميت Dead Line، ويسمى الجزء الأسرع الممتد بين آخر بكرات المجموعة التاجية واسطوانة الونش الرئيسة بالحبل السريع Fast Line. ويعتبر الحبل السريع هو أكثر أجزاء حبل الحفر تعرضاً للإجهاد بسبب كثرة ثنيه وفرده على الاسطوانة الرئيسة، فمن ثم يتم تغييره بانتظام. حيث يقطع الجزء الملتف حول الاسطوانة ثم تعويضه من البكرات السابقة عليه حتى المرتكز حيث يعوض الحبل الميت من بكرة إمداد متصلة به.

### التحكم في الونش
يتحكم في الونش باستخدام عدة أنظمة مكابح. أشهرها مكابح الاحتكاك Friction Brakes، ومكابح كهرومغناطيسية Elmago Brake، ومكابح ديناميكية Dynamic Brake. وبعمل هذه الأنظمة معاً تتم السيطرة على عملية رفع وإنزال المجموعة المتحركة. كما تستخدم أنظمة التحكم في الحفاظ على وزن معين ضاغطاً على دقاق الحفر ليخترق الطبقات، بحيث تتحمل المكابح غالبية وزن عمود الحفر إلا القليل الذي يضغط على دقاق الحفر. وتحدد قيمة الوزن على الدقاق بحسب اعتبارات متعددة منها حجمه وطبيعة الطبقة التي يحفرها وطريقة الحفر رأسية أو مائلة.

### منظومة الدوران الرحوي
(بالإنجليزية:  Rotary System )‏
الغرض منها إدارة عمود الحفر Drill String ومن ثم إدارة الدقاق المربوط بنهايته. وتتكون من:

#### الرحاية (الطبلية الدوارة)
(بالإنجليزية:  Rotary Table )‏
وهي قلب المنظومة ولها وظيفتان:
- نقل الحركة الدورانية إلى الدقاق عن طريق عمود الإدارة المضلع (Kelly) المركب أعلى عمود الحفر. حيث يدار عمود الحفر حول محوره الرأسي.
- تعليق مواسير الحفر بها أثناء فك أو ربط وصلات عمود الحفر باستخدام القابض Slips.

وتأخذ المنضدة الدوارة حركتها إما مباشرة من المحرك الرئيس أو أن يكون لها موتور كهربي.

#### عمود الإدارة المضلع
(بالإنجليزية:  Kelly Pipe )‏
عبارة عن ماسورة مضلعة من الصلب عالى المتانة، إما مربعة أو مسدسة. وهي التي تنقل حركة الدوران من الطبلية الدوارة إلى عمود الحفر. حيث يتيح شكلها المضلع إدارتها من قبل الطبلية الدوارة ومن ثم يدور عمود الحفر الربوط أسفلها. فهي إذاً تتحمل وزن عمود الحفر كاملاً بالإضافة إلى تحملها عزم الحفر.
لعمود الإدارة نوعان: مربع وهو أقل تكلفة. والنوع الآخر المسدس وهو أكثر متانة، ولذلك يستخدم في الأجهزة التي تحفر آباراً عميقة.

#### كلابة عمود الإدارة
(بالإنجليزية:  Kelly Drive Bushing )‏
يثبت بركائز فيه، تدخل في فتحات مخصصة لها أعلى الطبلية الدوارة، فيدور مع الطبلية. في منتصف الكلابة تكون هناك فتحة مضلعة يدخل فيها عمود الإدارة المضلع. وتكون جوانب الفتحة المحيطة بعمود الإدارة على هيئة بكرات لتسمح بحركة رأسية له من خلال الكلابة.

#### وصلة التعليق الدوارة
(بالإنجليزية:  Swivel )‏
تتكون من جزأين. علوي ثابت دورانياً، وسفلي دوار. والهدف منها تعليق عمود الحفر في مجموعة البكرات المتحركة مع إتاحة مرور مائع حفر عبرها. فيكون الجزء العلوي المعلق بمجموعة البكرات ثابت لا يدور، أما الجزء السفلي المربوط بعمود الإدارة يدور معه.

#### خطوات نقل حركة الدوران لعمود الحفر
تبدأ من الطبلية الدوارة إلى كلابة عمود الإدارة إلى عمود الإدارة المضلع ثم عمود الحفر.

#### منظومة التدوير العلوية
(بالإنجليزية:  Top Drive System )‏
في بداية ثمانينيات القرن العشرين كشفت شركة فاركو Varco عن معدة جديدة لإدارة عمود الحفر تختلف جوهرياً عن طريقة الطبلية الدوارة. فبدلاً من إدارة عمود الحفر من طبلية جهاز الحفر، تكون إدارته علوياً من قبل موتور أو أكثر معلق في مجموعة البكرات المتحركة. وبالرغم من ارتفاع ثمنها انتشر استخدام تلك المنظومة في الأجهزة البحرية وكثير من الأجهزة البرية الحديثة وذلك لكفاءتها العالية.
وقد وفرت تلك المعدة كثيراً من الوقت لطاقم الحفر في إضافة مواسير جديدة مما قلل فرص التصاق مواسير الحفر بجدار البئر، كما أتاحت تلك الطريقة الجديدة مدد حفر أطول بدون انقطاع. والأنواع الشائعة من تلك المنظومة إما أن تكون بمواتير كهربية أو بمواتير هيدروليكية.

### منظومة التمرير
(بالإنجليزية:  Circulating System )‏
والهدف منها تمرير مائع الحفر من داخل الدقاق لتبريده ثم حمل نواتج الحفر إلى خارج البئر. ويتم ذلك بتمرير مائع الحفر عبر أجزاء المنظومة المختلفة. ويستخدم كمائع للحفر إما السوائل أو الغاز المضغوط. ويسمى السائل بالطفلة Mud. وقد يستخدم الهواء المضغوط والماء معاً. وتعتبر الطفلة مائع الحفر الأكثر شيوعاً على الإطلاق، وقد يستخدم الماء وحده كسائل للحفر، أو أن تضاف له بعض الإضافات لتحسين خصائصه فتسمى بطفلة ذات أساس مائي Water Based Mud. وقد تستخدم سوائل أخرى كالسولار مع بعض الإضافات لتصبح طفلة ذات أساس زيتي Oil Based Mud.
ولاعتبارات اقتصادية وبيئية تكون هناك ضرورة استعادة الطفلة الخارجة من البئر وتنقيتها لإعادة ضخها في البئر مرة أخرى. وعناصر الضخ والنقل والتنقية هي التي تؤلف معاً منظومة التمرير.

#### مضخة الطفلة
(بالإنجليزية:  Mud Pump )‏
هي مضخة ترددية ضخمة، مصممة خصيصاً لمجال الحفر. عادة ما تستخدم مضختان أو ثلاث. تعتبر المضخة الثلاثية Triplex Pump هي الأكثر شيوعاً الآن وتشتمل على ثلاث مكابس لضخ الطفلة. المضخة الثلاثية حلت محل الجيل السابق الذي كان ثنائياً Duplex بمكبسين. أما التطوير الأحدث فهو المضخات السداسية Hex Pumps بستة مكابس.

#### خرطوم الطفلة
ويصل بين المواسير المثبتة على جانب البرج بطوله وبين وصلة التعليق الدوارة Swivel. ويصنع ذلك الخرطوم بطريقة فريدة ليتحمل درجات الحرارة العالية (سواء للطفلة داخله أو للطقس خارجه)، وليتحمل ضغط الطفلة الذي قد يصل إلى أكثر من 6000 رطل لكل بوصة مربعة، ويتحمل إجهاد الثني والفرد المستمر بسبب صعود ونزول مجموعة البكرات المتحركة.

#### وصلة التعليق الدوارة
حيث تصل بين خرطوم الطفلة وعمود الحفر. والجزء الأهم في الوصلة الدوارة والمتعلق بتمرير الطفلة هو ما يسمى بالـ Wash Pipe، وتتكون من جزأين أحدهما ثابت لا يدور ويربط في الجزء الثابت من الوصلة والآخر يدور ويربط في عمود الحفر. وبين صامولتي الـWash Pipe تكون هناك ماسورة محاطة بحشو لمنع تسرب الطفلة للخارج.

#### عمود الحفر
ويمتد من عمود الإدارة المضلع (بالإنجليزية: Kelly)‏ أو من منظومة التدوير العلوية (بالإنجليزية: Top Drive)‏ وحتى الدقاق المربوط بآخره لتمر الطفلة من خلاله لتبريد أسنان الدقاق وترطيب الصخور أمامه.

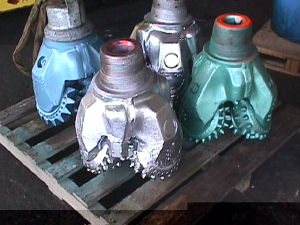
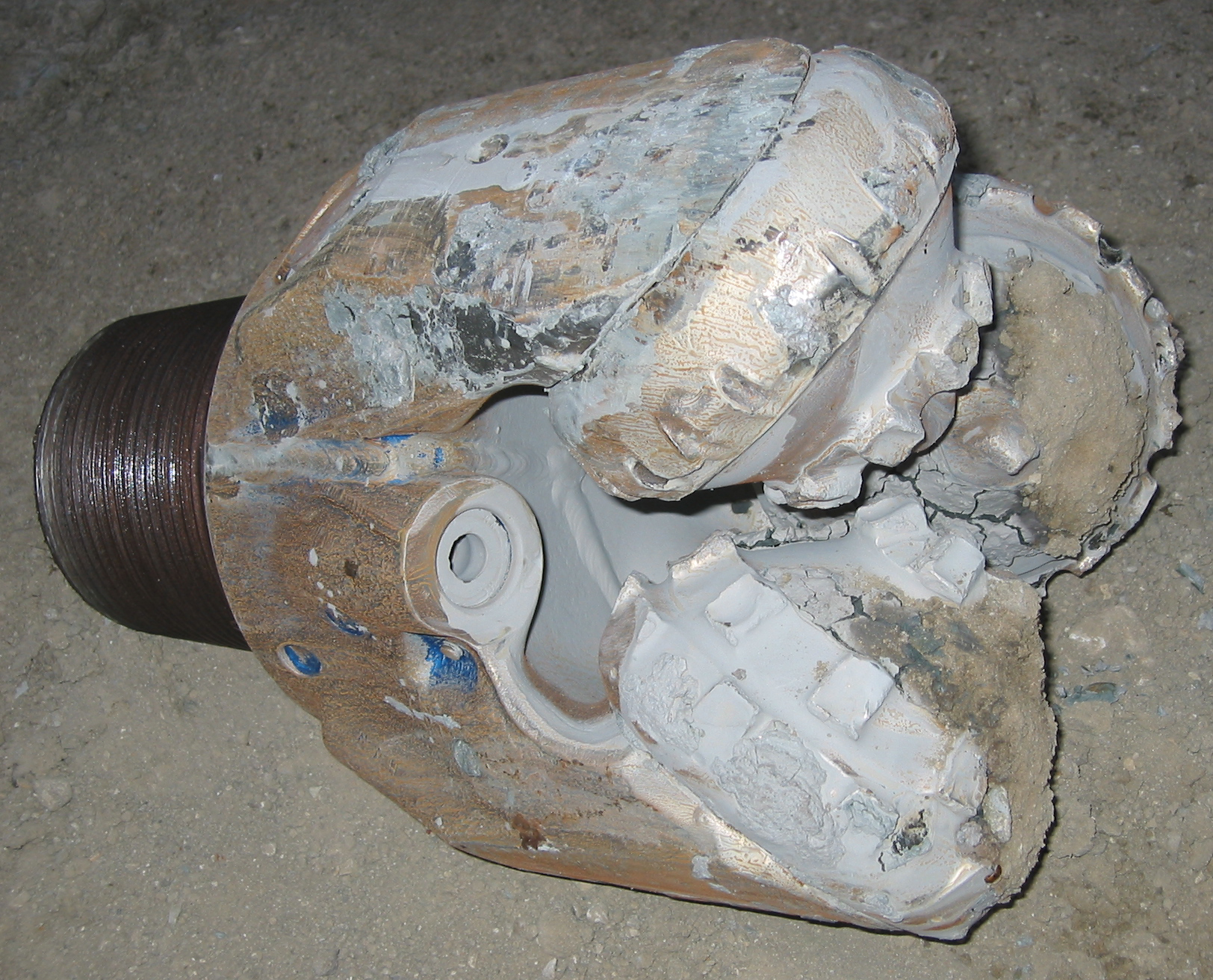
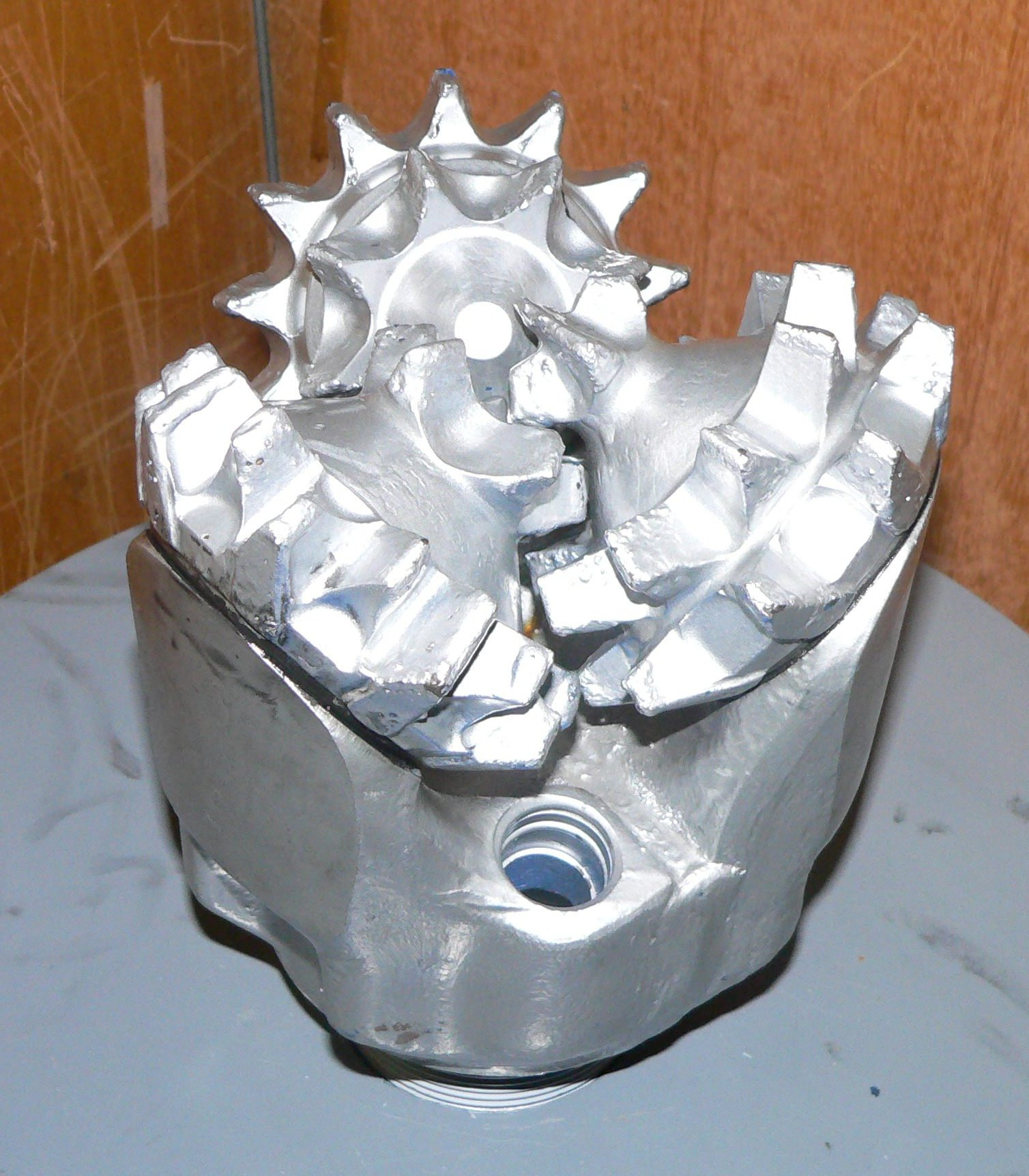
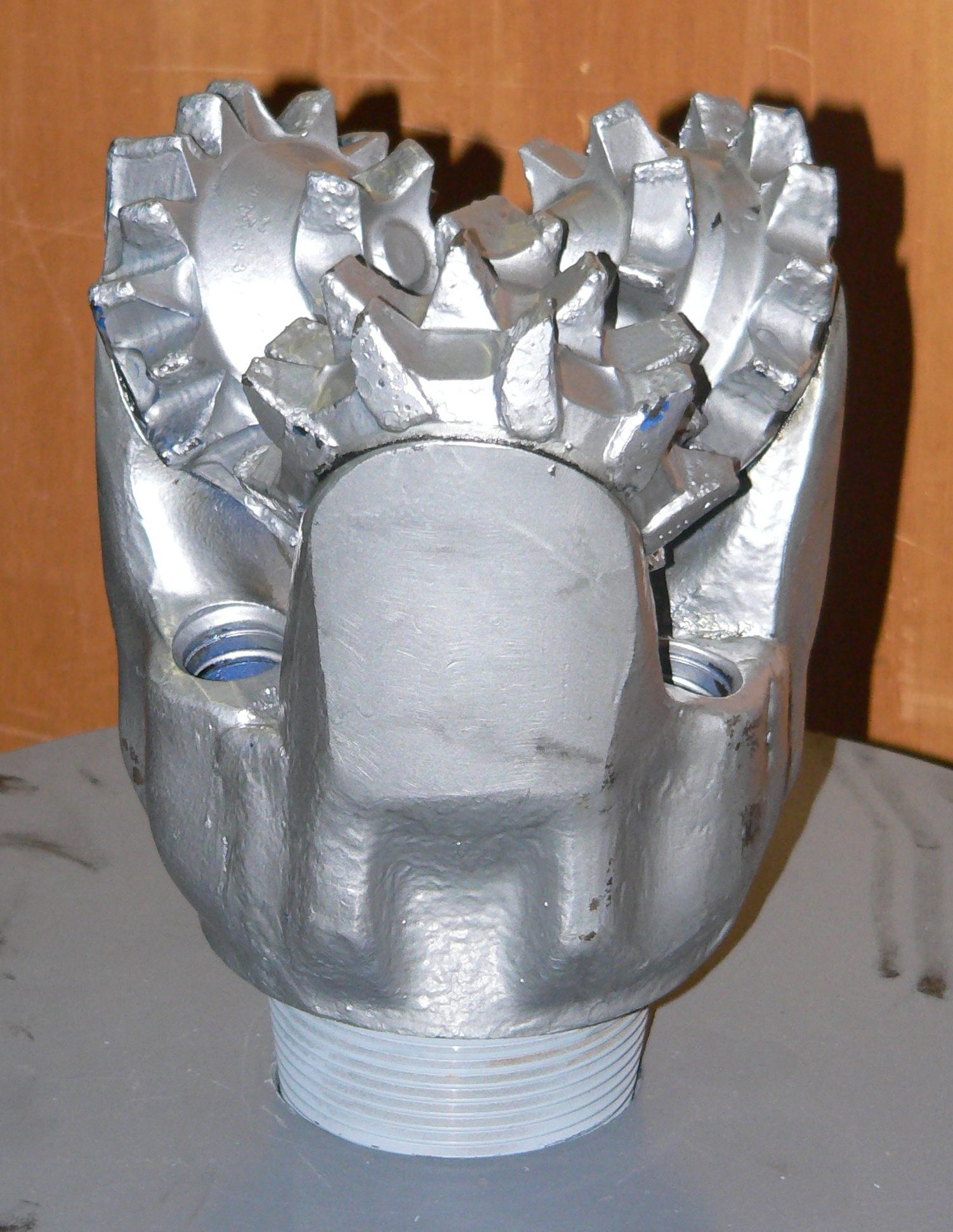

#### الفراغ الحلقي
هو الفراغ المحصور بين الجدار الخارجي لعمود الحفر وجدار البئر. وهي المرحلة التي تقوم الطفلة فيها بحمل نواتج الحفر إلى خارج البئر. كما ترسب على جدار البئر ما يسمى بالـ Filter Cake، وهي مادة لزجة تعمل كبطانة للبئر لتمنع جدار البئر من الانهيار والتفتت بعد الحفر.

#### مراحل تنقية الطفلة
وفيها تمر الطفلة بعدة مراحل تنقية لإزالة ما حملته من نواتج الحفر. وتعتمد تنقية الطفلة على ثلاث أفكار حيث تنزع الشوائب إما على أساس الحجم أو الوزن أو الحالة. أولاً النخل في جهاز Shale Shaker، حيث يتم نخل الطفلة لإزالة قطع الصخور الكبيرة. ثانياً الطرد المركزي في أجهزة نازع الرمال Desander، ونازع الطمي Desilter، ومنظف الطفلة Mud Cleaner، وفيها تتم إدارة الطفلة بسرعة في حلزونات Cyclone ما يفصل الطفلة الأخف وزناً عن قطع الشوائب الأثقل. ثالثاً نزع الغازات باستخدام Degaser، حيث تمر الطفلة داخل وعاء كبير، داخله الكثير من العوارض الأفقية وبانتقال الطفلة بين العوارض من جهة وبتفريغ الوعاء (باستخدام مضخة تفريغ Vacuum Pump) من جهة أخرى تتم إزالة أية غازات حملتها الطفلة من داخل البئر.

#### الخزانات Mud Pits
وفيها يتم تجميع الطفلة بعد كل مرحلة تنقية، حتى تصل الطفلة في أنقى حالاتها لخزان السحب الذي تغذى منه مضخة الطفلة.

#### دورة الطفلة عبر منظومة التمرير
تعتمد مضخة الطفلة على مضخة تغذية صغيرة لتحسين عملية سحب الطفلة، ثم تضخها عبر مواسير مثبتة على طول البرج Stand Pipes ثم إلى خرطوم الطفلة ثم الوصلة الدوارة Swivel ومنها إلى داخل عمود الحفر ومن ثم إلى الدقاق، حيث تندفع من خلال مجموعة من الفوهات Nozzles في الدقاق نفسه لتخرج إلى قاع البئر. ثم تبدأ بعد ذلك الطفلة مسار الرجوع بعد أن قامت بتبريد أسنان الدقاق وترطيب الصخور أمامه. مسار الرجوع هو الذي تقوم فيه الطفلة بإحدى أهم وظائفها وهي حمل نواتج الحفر وفتات الصخور إلى خارج البئر، حيث تخرج الطفلة من فوهات الدقاق لتصعد في الفراغ الحلقي بين عمود الحفر من الخارج وجدار البئر. تخرج الطفلة من البئر محملة بنواتج الحفر لتتم تنقيتها عبر مراحل متعدد لتصل في النهاية إلى خزان السحب ومنه لمضخة التغذية الملحقة بمضخة الطفلة وهكذا.

#### دور الطفلة في التحكم في البئر
إحدى أهم وظائف الطفلة هي التحكم في ضغوط طبقات اللأرض التي تم حفرها، وذلك بما يسببه وزن عمود الطفلة من ضغط هيدروستاتيكي Hydrostatic Pressure على الطبقات. مما يمنع فقد السيطرة على ضغوط البئر. والخاصية الأساس في تلك الوظيفة هي كثافة الطفلة. حيث تضبط كثافة الطفلة للتحكم في ضغوط الطبقات، فيكون الضغط الهيدروستاتيكي إما أعلى قليلاً من ضغط الطبقات فيما يسمى بالـ Over Balance أو يكون أقل بهامش ضئيل فيما يسمى بالـ Under Balance.

#### مائع حفر في الصورة الغازية
أحد أساليب المستخدمة -وإن كان بصورة قليلة- هو الحفر باستخدام غاز مضغوط (هواء أو نيتروجين) لتبريد الدقاق وإزالة نواتج الحفر من داخل البئر، بدلاً من سوائل الحفر المعتادة. مزايا استخدام الهواء هو أن الحفر يكون أسرع كثيراً كما أن مشاكل فقد مائع الحفر بين الطبقات تختفي. أما عيوبه فهي عدم القدرة على التحكم في تدفق الموائع ألموجودة في الطبقات إلى داخل البئر، بالإضافة إلى عدم استقرار جدار البئر بسبب غياب الضغط الهيدروستاتيكي الذي يوفره عمود الطفلة بعمق البئر.

### منظومة التحكم في البئر
(بالإنجليزية:  Well Control System )‏
إن التحكم في ضغوط البئر أثناء الحفر أو التكملة Completion أو الإنتاج، لمن أساسيات عملية استخراج النفط أو الغاز. وذلك لضمان السلامة للعاملين على جهاز الحفر وكذلك للمعدات وللبيئة المحيطة. طبقات الأرض التي يتم اختراقها أثناء الحفر هي دائماً مضغوطة، ولذلك في حالة فقدان التحكم في ضغوط الطبقات باستخدام الطفلة لابد وأن تكون هناك طريقة للسيطرة على البئر، وإلا سيحدث تسرب للغاز أو النفط أو غاز H2S شديد السمية والاشتعال مما قد يسبب انفجار البئر. ويسمى فقدان السيطرة على ضغوط البئر بالـ Kick.
العنصر الأساس في منظومة التحكم في البئر يسمى بمانع الانفجار .Blow Out Preventer B.O.P. يتكون مانع الانفجار من صمام أو مجموعة من الصمامات تركب أعلى البئر Well Head لمنع تسرب الموائع المضغوطة عبر الفراغ الحلقي بين عمود الحفر والقيسون المبطن لجدار البئر أو عبر البئر نفسه إن كان خالياً (أي عندما يكون عمود الحفر خارج البئر).
في الأعم الأغلب يتم التحكم في تلك الصمامات عن بعد باستخدام منظومة هيدروليكية تسمى بوحدة الإغلاق B.O.P. Closing Unit أو الـ Accumulator Unit، فيتم غلق صمام أو أكثر لتوجيه التدفق الخارج من البئر (والمحتوي على نفط أو غاز مع الطفلة) إلى مسار مغاير إما للتخلص منه بعيداً بما يسمى بالـ Flair أو بتحويله إلى Mud Gas Separator إن كانت كمية الغاز قليلة. وفي أثناء ما يتم تحويل التدفق الخارج من البئر بعيداً عن خزانات الطفلة يتم ضخ طفلة عالية الكثافة في البئر للوصول بقيمة الضغط الهيدروستاتيكي للطفلة للقيمة التي تتغلب على ضغط الطبقات.
لموانع الانفجار طرز عديدة وتصمم لاحتمال ظروف وضغوط مختلفة. ويقوم العاملون على جهاز الحفر بعمل الاختبارات الدورية للتأكد من سلامة المعدة وصلاحيتها للعمل في حالات الطوارئ.

#### أشهر أنواع الصمامات المستخدمة في مانع الانفجار
- المانع الحلقي Annualr Preventer : وهو مصمم بحيث يمكن أن يؤمن الفراغ الحلقي للبئر بغض النظر عن قطر الماسورة داخل البئر بل وحتى إن كان البئر خالياً.
- المانع حول الماسورة Pipe Ram : وهو مصمم ليؤمن الفراغ الحلقي ولكن لقطر معين للمواسير داخل البئر. ويتم تغيير بعض أجزاءه مع تغيير القطر الخارجي للمواسير المستخدمة في البئر. وأحياناً ما يستخدم أكثر من صمام من ذلك النوع.
- صمام القص Shear Ram : وهو مصمم ليقوم بقص ما في البئر من مواسير أو معدات ثم يغلق فتحة البئر. وأيضاً يستخدم لتأمين البئر في حالة ما إذا كان البئر خالياً.

## بعض أنواع أجهزة الحفر
- بري Land / On Shore
- بحري Off Shore

نصف مغمور Semi Submersible
يقام جهاز الحفر على أعمدة وعوامات التي إن وضعت في الماء تُغمر إلى عمق محدد سلفاً، وتبقى البقية طافية. يستخدم ذلك النوع بكثرة في آبار بحر الشمال واسكتلندا. وبعد أن تنتهي من حفر البئر في قاع البحر، يمكن أن تنتقل بسرعة إلى موقع جديد.
جاك أب Jack Up
أحد أنواع الأجهزة البحرية المتنقلة والتي بدلاً من الطفو كنصف المغمورة فإنها تقام على ما يشبه الأرجل الطويلة والتي تمتد حتى قاع البحر، ولدى تلك الأجهزة تقنية تسمح بالتحكم في ارتفاع جهاز الحفر عن سطح الماء بعد تثبيت الأرجل إلى القاع. يمكن لهذا النوع من أجهزة الحفر أن يعمل في أعماق مياه لا تتجاوز خمسمائة قدم. يستخدم بكثرة في بحر الشمال، حيث الأعماق هناك مناسبة لهذا النوع.
سفن الحفر Drill Ships
يتم تصميم سفينة لتحتوي جهاز الحفر. لا يحتاج هذا النوع إلى زوارق سحب لسحبه أو بقائه في مكانه كالـJack Up ونصف المغمورة. تصميم هذا النوع من الأجهزة البحرية يمكّنه من الحفر في المياه العميقة.
منصة Platform
يصنع ذلك النوع من الصلب والأسمنت ويرسو على قاع البحر. وهذا النوع غير المتحرك من أجهزة الحفر مصمم لحفر آبار أعمق ولإنتاج كميات أكبر من النفط والغاز. وتستخدم المنصة الواحدة لحفر أو صيانة الكثير من الآبار المائلة، من نفس النقطة.
- صيانة آبار Workover

	بعد أن تنتج الآبار النفط أو الغاز لفترة، تحتاج إلى الصيانة من وقت لآخر، وذلك لتحسين إنتاجية البئر. وهذا ما تقوم به أجهزة صيانة الآبار والتي تكون أصغر حجماً وأقل تكاليفاً للتشغيل من أجهزة الحفر.

## طاقم جهاز الحفر
- رئيس الجهاز
- نائب رئيس الجهاز
- الحفار
- مساعد الحفار
- عامل الحفر أعلى البرج
- عامل الحفر
- مساعد عامل الحفر
- مهندس الميكانيكا
- مهندس الكهرباء
- الصيانة العامة

## تصنيف أجهزة الحفر
تصنف أجهزة الحفر تبعاً لـ:
- ستخدالقدرة الممة:

ميكانيكية؛ حيث تُستخدم محولات العزوم، وأنظمة التعشيق، وناقلات القدرة باستخدام قوى المحركات والتي غالباً ما تكون محركات ديزل.
كهربية؛ حيث يعتمد تشغيل المعدات بشكل أساس على القدرة الكهربية من المولدات.
هيدروليكية؛ حيث تكون القدرة الهيدروليكية هي أساس تشغيل المعدات.
نيوماتية؛ حيث يستخدم الهواء المضغوط للتشغيل.
بخارية؛ حيث تُستخدم القدرة البخارية لتشغيل المعدات (لم تعد تستعمل منذ منتصف القرن العشرين).
- نوع المواسير:

تقليدي؛ حيث يتم استخدام مواسير معدنية أو بلاستيكية من أنواع مختلفة.
كابل؛ حيث يتم رفع وإنزال دقاق الحفر باستخدام كابل.
لفائف أنابيب؛ حيث تستخدم لفائف عملاقة من الأنابيب بالإضافة إلى محرك حفر أسفل البئر.
- الارتفاع:

فردي؛ حيث يتم الحفر باستخدام مواسير حفر منفردة.
ثنائي؛ حيث يسمح ارتفاع البرج برص المواسير على هيئة Stands، بأن يتكون كل Stand من ماسورتين.
ثلاثي؛ حيث يسمح ارتفاع البرج برص المواسير على هيئة Stands، بأن يتكون كل Stand من ثلاث مواسير.
- طريقة التدوير أو طريقة الحفر:

الطبلية الدوارة؛ يتم التدوير باستخدام عامود مضلع، مربع أو مسدس (Kelly)، ويكون التدوير عند مستوى الطبلية.
وحدة التدوير العلوية؛ حيث يتحقق التدوير عبر وحدة التدوير المعلقة في مجموعة البكرات المتحركة.
الموجات الصوتية؛ حيث تستخدم الموجات الصوتية في عملية ثقب الطبقات.
الدق؛ حيث يستخدم التدوير مع الدق.
- وضعية البرج:

تقليدية؛ أن يكون البرج عمودي على الأرض.
مائلة؛ حيث يكون البرج مائل على الأرض بزاوية 45 درجة.